# Distretto di San Jerónimo (Apurímac)
Il distretto di San Jerónimo è un distretto del Perù nella provincia di Andahuaylas (regione di Apurímac) con 20.357 abitanti al censimento 2007 dei quali 9.245 urbani e 11.112 rurali.
È stato istituito fin dall'indipendenza del Perù.